# 루트비히 비버바흐
루트비히 게오르크 엘리아스 모제스 비버바흐(독일어: Ludwig Georg Elias Moses Bieberbach IPA: [ˈluːtvɪç ˈgeːɔɐ̯k eˈliːas ˈmoːzɛs ˈbiːbɐˌbaχ], 1886–1982)는 독일의 수학자이다. 기하학에 공헌하였으며, 나치 당의 열렬한 지지자였다.

## 생애
독일 다름슈타트 근처의 고델라우(Goddelau)에서 태어났다. 하이델베르크 대학교 및 괴팅겐 대학교에서 공부하였으며, 1910년에 박사 학위를 수여받았다.
이후 1910년에 쾨니히스베르크 대학교에서 연구원(독일어: Privatdozent)으로 있으면서, 1911년에 하빌리타치온을 취득하였다. 1913년에 바젤 대학교 정교수가 되었다. 1915년에는 프랑크푸르트 대학교에서 강의하였고, 1921년~1945년 동안에는 베를린 훔볼트 대학교에서 강의하였다. 1932년에 취리히 세계 수학자 대회에서 초청 강의를 하였다.
1933년에 나치 돌격대에 가입하였고, 1937년에는 나치 당에 가입하였다. 비버바흐는 오스트리아의 수학자 카를 테오도어 팔렌(독일어: Karl Theodor Vahlen)과 함께 반유대주의 "독일 수학"(독일어: Deutsche Mathematik) 운동을 시작하였다. 이는 유대인적인 수학을 배척하고, 순수하게 "독일적인" 수학을 만들려는 운동이였다. 이에 대하여 비버바흐는 1934년에 다음과 같이 적었다.
| “ | 잘 발달된 공간지각력은 독일 인종의 특성이다. 반면, 순수하게 논리적인 감각은 라틴 인종과 히브리 인종에서 더 잘 발달되어 있다. […] 학계에서, 인종적 특성의 영향은 결과의 창조와 평가 및 (추측건대) 기초적 문제에 대한 관점 등에서 찾을 수 있다. […] 형식주의는 인간의 본성과 독립된, 수학적 진리로만 구성된 절대적 세계를 건립하려 하지만, 반면 직관주의는 수학적 사고가 인간의 활동이며, 따라서 인간과 그 본성으로부터 분리할 수 없다고 가정한다. […] dass die wohlentwickelte Raumanschauung ein vorherrschendes Merkmal der deutschen Rassen ist, während der rein logische Sinn bei den romanischen und hebräischen Rassen reicher entwickelt ist. […] Die rassische Zugehörigkeit äußert sich auf geistigem Gebiete im Stile des Schaffens und in der Wertung der Ergebnisse und, wie ich glaube, in der Einstellung zu den Grundlagenfragen. […] Der Formalismus, der unabhängig von menschlicher Eigenart ein absolutes Reich mathematischer Wahrheiten errichten will, der Intuitionismus, der davon ausgeht, dass das mathematische Denken eine menschliche Verrichtung ist und vom Menschen und seiner Eigenart somit nicht losgelöst werden kann. | ” |
|   | — |   |

전후 1945년에 비버바흐는 나치 당을 지지했던 전력 때문에 모든 직위에서 파면되었다. 1982년 9월 1일 사망하였다.

## 같이 보기
- 각의 3등분

## 참고 문헌
1. ↑  Bieberbach, Ludwig (1934). “Stilarten mathematischen Schaffens”. 《Sitzungsber. Preuß. Akad. Wiss., Phys.-Math. Kl.》 (독일어). 18-20: 351-360. JFM 60.0027.02. Zbl 0009.38801.

- Segal, Sanford L. (2003). 《Mathematicians under the Nazis》 (영어). Princeton University Press. ISBN 978-0-691-00451-8. MR 1991149.